# Elzevier

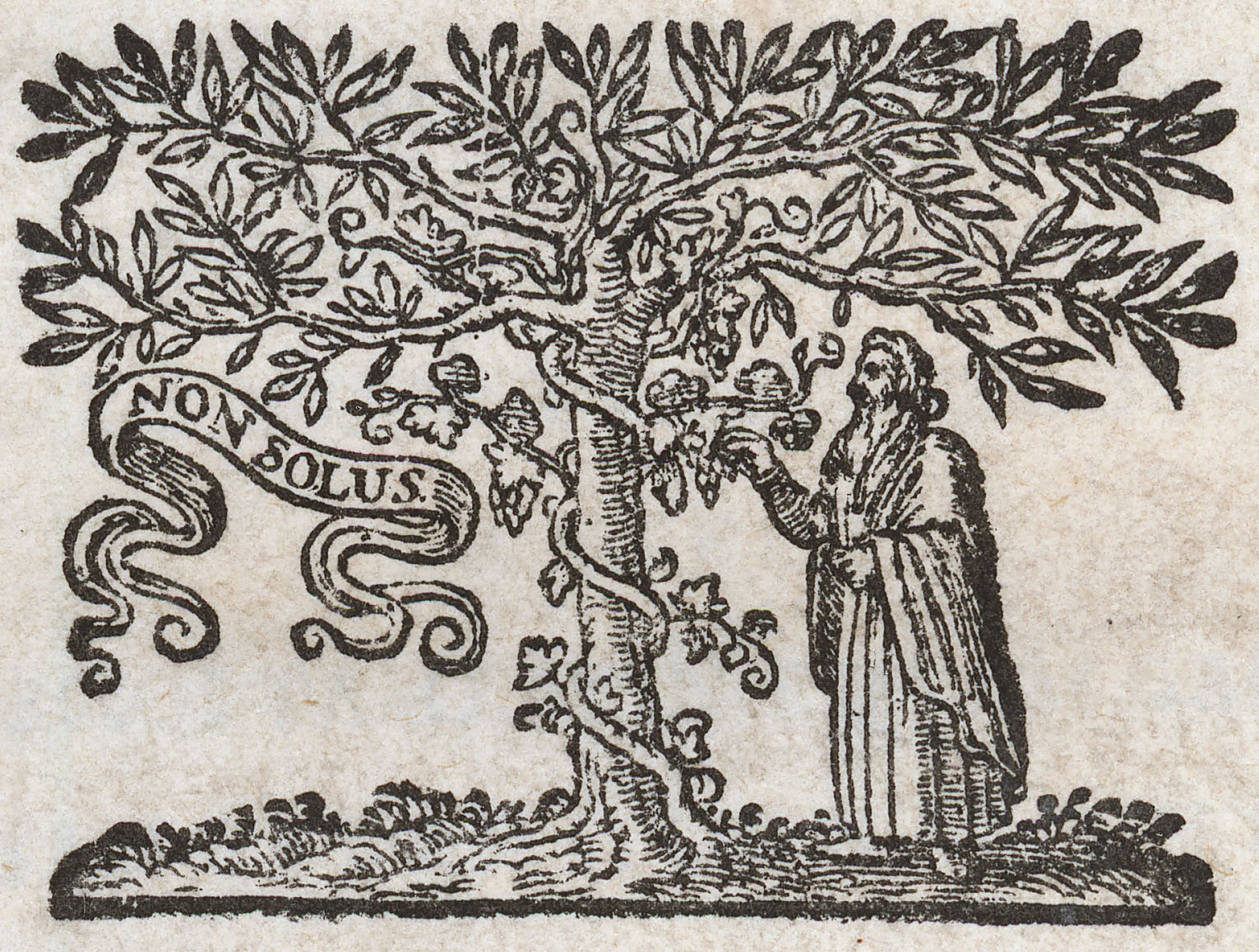
Marchio tipografico del 1653

Gli Elzevier (scritto anche Elsevier) furono un'illustre famiglia di librai editori e tipografi olandesi attiva per tutto il XVII secolo a Leida e Amsterdam.

## Storia
Fu fondata da Lodewijk I Elzevir, originario di Lovanio, che per motivi religiosi emigrò nel nord dell'Olanda, a Leida , dove fu libraio, redattore e sacerdote dell'Università di Leida, fondata nel 1575 da Guglielmo I d'Orange e che ebbe una rapida crescita e una grande influenza.
Nel 1620 ottennero il titolo di tipografi. La qualità del torchio tipografico ed il numero sono stati ciò che li ha fatti risaltare nel corso della loro esistenza. Pubblicarono più di 2.000 opere, la maggior parte delle quali nelle scienze classiche, come la religione e la teologia, sebbene spiccassero anche opere sul diritto e sulla politica.
Questi libri erano principalmente scritti in latino, ma anche in olandese, italiano, francese, tedesco, greco classico ed ebraico.

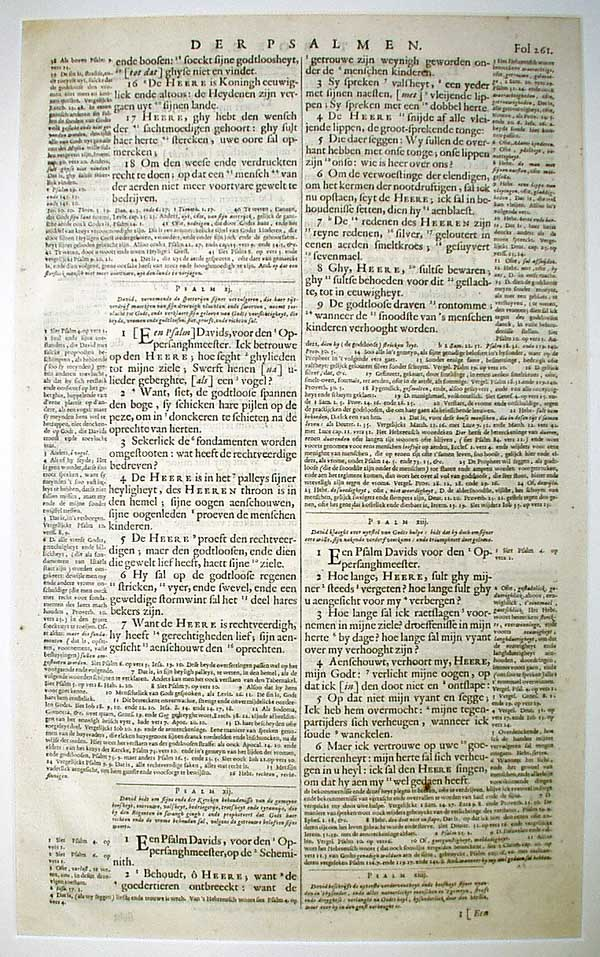
Bibbia pubblicata da Elzevier nel 1662

Gli Elzevier inventarono il carattere tipografico elzeviro che porta il loro nome.
La bottega andò in declino, venendo liquidata nel 1712.